# Sveriges P95-landslag i fotboll
Sveriges P95-landslag i fotboll var ett ungdomslandslag i fotboll för pojkar födda 1995. Laget var verksamt under perioden 2010–2014, då de var P15-P19-landslaget. Efter detta har spelarna uppgått i spel i Sveriges U21-landslag och Sveriges herrlandslag.

## Spelare
Spelarna listas det år som de gjorde debut i landslaget. Antalet landskamper och mål är den summa som de hade uppnått när landslaget avvecklades efter säsongen 2014.

### Spelare 2010
- Adnan Kojic. Klubbar under landslagskarriären: IFK Norrköping. Antal U17-landskamper/Mål: 2/0.
- Anton Westerlund. Klubbar under landslagskarriären: Köping FF, IF Elfsborg och Örebro SK. Antal U17-landskamper/Mål: 15/0 Antal U19-landskamper/mål: 3/0.
- Arbër Zeneli. Klubbar under landslagskarriären: IF Elfsborg. Antal U17-landskamper/Mål: 7/1 Antal U19-landskamper/mål: 17/5.
- Christian Kouakou. Klubbar under landslagskarriären: AIK och IF Brommapojkarna. Antal U17-landskamper/Mål: 18/8 Antal U19-landskamper/mål: 10/4.
- Dana Barzengi. Klubbar under landslagskarriären: IF Elfsborg. Antal U17-landskamper/Mål: 2/0.
- Hannes Ahlqvist. Klubbar under landslagskarriären: IF Elfsborg. Antal U17-landskamper/Mål: 2/0.
- Haris Nezirevic. Klubbar under landslagskarriären: IFK Norrköping. Antal U17-landskamper/Mål: 4/0.
- Gustav Jarl. Klubbar under landslagskarriären: Helsingborgs IF. Antal U17-landskamper/Mål: 14/1 Antal U19-landskamper/mål: 8/0.
- Joakim Olausson. Klubbar under landslagskarriären: Örgryte IS och Atalanta. Antal U17-landskamper/Mål: 18/1 Antal U19-landskamper/mål: 14/2.
- Kristoffer Olsson (fotbollsspelare). Klubbar under landslagskarriären: IFK Norrköping och Arsenal. Antal U17-landskamper/Mål: 19/3 Antal U19-landskamper/mål: 15/2.
- Malek Iskander. Klubbar under landslagskarriären: Råslätts SK, Husqvarna FF och IFK Göteborg. Antal U17-landskamper/Mål: 18/0.
- Marcus Minari. Klubbar under landslagskarriären: IF Brommapojkarna. Antal U17-landskamper/Mål: 5/0.
- Melker Hallberg. Klubbar under landslagskarriären: Kalmar FF. Antal U17-landskamper/Mål: 19/0 Antal U19-landskamper/mål: 9/1.
- Muamer Tanković. Klubbar under landslagskarriären: IFK Norrköping och Fulham. Antal U17-landskamper/Mål: 19/9 Antal U19-landskamper/mål: 19/10.
- Niclas Hedström. Klubbar under landslagskarriären: IK Sirius och IF Elfsborg. Antal U17-landskamper/Mål: 5/0.
- Pierre Olsson. Klubbar under landslagskarriären: IFK Norrköping. Antal U17-landskamper/Mål: 3/0.
- Piotr Johansson. Klubbar under landslagskarriären: Skurups AIF och Malmö FF. Antal U17-landskamper/Mål: 17/2.
- Pontus Nordenberg. Klubbar under landslagskarriären: Ålberga GIF, Nyköpings BIS och Åtvidabergs FF. Antal U17-landskamper/Mål: 14/0 Antal U19-landskamper/mål: 11/3.
- Rasmus Johansson. Klubbar under landslagskarriären: IF Elfsborg. Antal U17-landskamper/Mål: 14/4.
- Robert Mirosavic. Klubbar under landslagskarriären: Helsingborgs IF. Antal U17-landskamper/Mål: 4/1.
- Sebastian Hedlund. Klubbar under landslagskarriären: Melleruds IF. Antal U17-landskamper/Mål: 2/0.
- Sebastian Starke Hedlund. Klubbar under landslagskarriären: IF Brommapojkarna och Schalke 04. Antal U17-landskamper/Mål: 13/0 Antal U19-landskamper/mål: 13/1.
- Yanku Marrah. Klubbar under landslagskarriären: IF Brommapojkarna. Antal U17-landskamper/Mål: 8/1-
- William Silwerfeldt Öhman. Klubbar under landslagskarriären: Sandåkerns SK. Antal U17-landskamper/Mål: 2/0.

### Spelare 2011
- Billy Nordström. Klubbar under landslagskarriären: IFK Göteborg. Antal U17-landskamper/Mål: 16/0 Antal U19-landskamper/mål: 4/0.
- Edvard Setterberg. Klubbar under landslagskarriären: Skeninge IK och IFK Norrköping. Antal U17-landskamper/Mål: 12/0 Antal U19-landskamper/mål: 9/0.
- Emil Eliasson. Klubbar under landslagskarriären: IFK Göteborg. Antal U17-landskamper/Mål: 5/0.
- Fredrik Jonsson. Klubbar under landslagskarriären: GAIS. Antal U17-landskamper/Mål: 3/0 Antal U19-landskamper/mål: 3/1.
- Jesper Manns. Klubbar under landslagskarriären: Eskilstuna City FK och Jönköpings Södra IF. Antal U17-landskamper/Mål: 7/0 Antal U19-landskamper/mål: 8/0.
- Josef Hällgren Abdulrahman. Klubbar under landslagskarriären: Lärje/Angered IF. Antal U17-landskamper/Mål: 4/2.
- Junior Wihl Bangura. Klubbar under landslagskarriären: IF Elfsborg. Antal U17-landskamper/Mål: 10/0.
- Marcus Haglind Sangré. Klubbar under landslagskarriären: FK Linköping och Malmö FF. Antal U17-landskamper/Mål: 13/1 Antal U19-landskamper/mål: 7/0.
- Philip Olofsson. Klubbar under landslagskarriären: IF Elfsborg och GIF Sundsvall. Antal U17-landskamper/Mål: 5/2 Antal U19-landskamper/mål: 2/0.
- Teodor Norhagen. Klubbar under landslagskarriären: IF Brommapojkarna. Antal U17-landskamper/Mål: 6/0 Antal U19-landskamper/mål: 2/0.

### Spelare 2012
- Admir Bajrovic. Klubbar under landslagskarriären: NEC Nijmegen. Antal U17-landskamper/Mål: 4/2 Antal U19-landskamper/mål: 4/0.
- Diego Montiel. Klubbar under landslagskarriären: Västerås SK. Antal U17-landskamper/Mål: 2/0.
- Eric Nilsson. Klubbar under landslagskarriären: IF Elfsborg. Antal U17-landskamper/Mål: 1/0.
- Isak Nylén. Klubbar under landslagskarriären: IF Brommapojkarna. Antal U17-landskamper/Mål: 3/1.
- Joakim Häll. Klubbar under landslagskarriären: Västerås SK. Antal U17-landskamper/Mål: 1/0.
- Johannes Owusu. Klubbar under landslagskarriären: Västerås SK. Antal U17-landskamper/Mål: 1/0.
- Jesper Karlström. Klubbar under landslagskarriären: IF Brommapojkarna. Antal U17-landskamper/Mål: 9/3 Antal U19-landskamper/mål: 15/0.
- Johan Andersson. Klubbar under landslagskarriären: Östers IF. Antal U17-landskamper/Mål: 3/0 Antal U19-landskamper/mål: 12/2.
- Karl Bohm. Klubbar under landslagskarriären: IFK Göteborg. Antal U17-landskamper/Mål: 2/0 Antal U19-landskamper/mål: 10/2.
- Måns Lagmark. Klubbar under landslagskarriären: Eskilsminne IF och Helsingborgs IF. Antal U17-landskamper/Mål: 1/0 Antal U19-landskamper/mål: 2/0.
- Niclas Eliasson. Klubbar under landslagskarriären: Falkenbergs FF och AIK. Antal U17-landskamper/Mål: 2/0 Antal U19-landskamper/mål: 10/1.
- Petar Petrović. Klubbar under landslagskarriären: Malmö FF. Antal U17-landskamper/Mål: 3/0 Antal U19-landskamper/mål: 4/0.
- Tobias Tönnerberg. Klubbar under landslagskarriären: Helsingborgs IF. Antal U17-landskamper/Mål: 3/0.

### Spelare 2013
- Alexander Zetterström. Klubbar under landslagskarriären: IK Brage. Antal U19-landskamper/mål: 2/0.
- Frej Ersa Engberg. Klubbar under landslagskarriären: Djurgårdens IF. Antal U19-landskamper/mål: 6/0.
- Henrik Carlsson. Klubbar under landslagskarriären: Örgryte IS. Antal U19-landskamper/mål: 4/0.
- Jakob Glasberg. Klubbar under landslagskarriären: Djurgårdens IF. Antal U19-landskamper/mål: 3/0.
- Oscar Klasson. Klubbar under landslagskarriären: BK Forward. Antal U19-landskamper/mål: 2/0.
- Simon Gustafson. Klubbar under landslagskarriären: BK Häcken. Antal U19-landskamper/mål: 10/2.
- Sulejmen Sarjlic. Klubbar under landslagskarriären: IFK Göteborg. Antal U19-landskamper/mål: 0/0.
- Viktor Nilsson. Klubbar under landslagskarriären: IF Elfsborg. Antal U19-landskamper/mål: 1/0.

### Spelare 2014
I den sista dubbellandskampen mot Finland ställde Sverige upp med U20-landslag . Detta innebar att flertalet spelare födda 1994 blev uttagna. Spelare födda 1994 som antingen deltog i matchen eller blev uttagna men lämnade återbud är: Anton Cajtoft, Emil Bellander, Darijan Bojanić, Carl Johansson, Oliver Silverholt, Adam Lundqvist, Kerim Mrabti och Jacob Une Larsson. Spelarna födda 1994 sorteras in i sitt landslag och spaltas inte här.
Det var även ett flertal spelare födda 1996 som fanns med i landslagstrupperna under året. Dessa sorteras in i landslaget för spelare födda 1996 och inte här. Spelarna födda 1996 som fanns med i P95-landslagets trupper var Sixten Mohlin, Linus Wahlqvist, Isak Ssewankambo, Carlos Strandberg och Valmir Berisha.
- Carl Starfelt. Klubbar under landslagskarriären: IF Brommapojkarna. Antal U19-landskamper/mål: 2/0.
- Egzon Binak. Klubbar under landslagskarriären: BK Häcken. Antal U19-landskamper/mål: 1/0.
- Hosam Aiesh. Klubbar under landslagskarriären: Varbergs BoIS FC och Östersunds FK. Antal U19-landskamper/mål: 3/0.
- Måns Ekvall. Klubbar under landslagskarriären: Helsingborgs IF. Antal U19-landskamper/mål: 4/0.
- Oscar Johansson. Klubbar under landslagskarriären: IFK Värnamo. Antal U19-landskamper/mål: 3/0.
- Otto Eriksson. Klubbar under landslagskarriären: Östers IF. Antal U19-landskamper/mål: 2/0.
- Samuel Gustafson. Klubbar under landslagskarriären: BK Häcken. Antal U19-landskamper/mål: 0/0.
- Viktor Götesson. Klubbar under landslagskarriären: Mjällby AIF. Antal U19-landskamper/mål: 2/0.

### Spelare 2015
Till Sveriges P96-landslag i fotboll i matchen mot Danmark togs fyra spelare födda 1995 ut, varav två stycken landslagsdebuterade.
- Johan Andersson. Klubbar under landslagskarriären: IK Sirius. Antal U19-landskamper/Mål: 1/0.
- Ludvig Fritzson. Klubbar under landslagskarriären: Degerfors IF. Antal U19-landskamper/Mål: 1/0.

## Seniornivå
Spelarna här nedan har tagit klivet upp till A-landslaget eller U21-landslaget. Antingen i Sverige eller genom att de har valt att representera ett annat landslag på denna nivå.

### A-landslag
Antal landskamper och mål gäller den 23 januari 2015.
- Muamer Tanković. Antal landskamper/mål: 1/0. Landslagsdebut: Turkiet 2-1 Sverige, 5 mars 2014. [8]
- Simon Gustafson. Antal landskamper/mål: 2/0. Landslagsdebut: Sverige 2-0 Elfenbenskusten, 15 maj 2015. [9]
- Kristoffer Olsson (fotbollsspelare). Antal landskamper/mål: 0/0.

### U21-landslag
Antal landskamper och mål gäller den 23 januari 2015.
- Melker Hallberg. Antal landskamper/mål: 7/1. Landslagsdebut: Sverige 0-2 Norge, 14 augusti 2013. [10]
- Simon Gustafson. Antal landskamper/mål: 4/1. Landslagsdebut: Turkiet 2-2 Sverige, 10 september 2013. [11]
- Kristoffer Olsson (fotbollsspelare). Antal landskamper/mål: 9/3. Landslagsdebut: Malta 1-2 Sverige, 5 mars 2014. [12]
- Arbër Zeneli. Antal landskamper/mål: 2/0. Landslagsdebut: Cypern 1-1 Sverige, 14 november 2014. [13]
- Jesper Manns. Antal landskamper/mål: 2/1. Landslagsdebut: Cypern 1-1 Sverige, 14 november 2014. [13]
- Muamer Tanković. Antal landskamper/mål: 2/0. Landslagsdebut: Cypern 1-1 Sverige, 14 november 2014.[13]
- Sebastian Starke Hedlund. Antal landskamper/mål: 2/0. Landslagsdebut: Cypern 1-1 Sverige, 14 november 2014.[13]
- Jesper Karlström. Antal landskamper/mål: 1/0. Landslagsdebut: Sverige 2-2 Österrike, 18 november 2014. [14]

### Landslagsmän
Spelare som inte fanns med under P15-P19 tiden men som gjort landskamper för Sveriges U21-landslag eller Sveriges herrlandslag.